# Crotalaria comanestiana
Crotalaria comanestiana är en ärtväxtart som beskrevs av Georg Ludwig August Volkens och Georg August Schweinfurth. Crotalaria comanestiana ingår i släktet sunnhampor, och familjen ärtväxter. Inga underarter finns listade i Catalogue of Life.